# Sartor tucuruiense
Sartor tucuruiense es una especie de peces de la familia Anostomidae en el orden de los Characiformes.

## Morfología
Los machos pueden llegar alcanzar los 11 cm de longitud total.

## Hábitat
Vive en zonas de clima tropical. 

## Distribución geográfica
Se encuentran en Sudamérica:  cuenca del río Tocantins en Brasil.